# Confine tra Croazia e Montenegro
Il confine tra la Croazia e il Montenegro è un confine continuo di soli 25 chilometri che separano il Montenegro e la Croazia. Dal momento che il 1º luglio 2013 la Croazia ha aderito all'Unione europea, si tratta di una frontiera esterna dell'Unione europea.

## Formazione del confine
Le terre di confine nella penisola di Prevlaka erano importantissime per controllare l'accesso alle bocche di Cattaro ed erano completamente sotto il controllo jugoslavo fino al 1991. Dopo la guerra di indipendenza, i presidenti croato e jugoslavo, Franjo Tuđman e Dobrica Ćosić strinsero un accordo per trasformare l'area in una zona demilitarizzata sotto il Consiglio di sicurezza delle Nazioni Unite, sotto il controllo della Forza di protezione delle Nazioni Unite con la missione UNMOP. Nel 2002 è stato raggiunto un accordo definitivo e la presenza delle Nazioni Unite si è conclusa il 15 dicembre dello stesso anno.

## Il corso del confine
Il confine inizia a nord da una triplice frontiera con la Bosnia ed Erzegovina, prosegue per un piccolo tratto verso sud e poi dirigendosi verso le Bocche di Cattaro arriva a mare.

## Passaggi
La strada principale per spostarsi da un paese all'altro attraversa la valle Sutorina, vicino l'omonima città montenegrina Sutorina, e collega la città turistica di Ragusa Vecchia in Croazia. L'unico altro punto di passaggio è una strada costiera si trova alla fine delle bocche di Cattaro.